# Finale Europacup II 1977

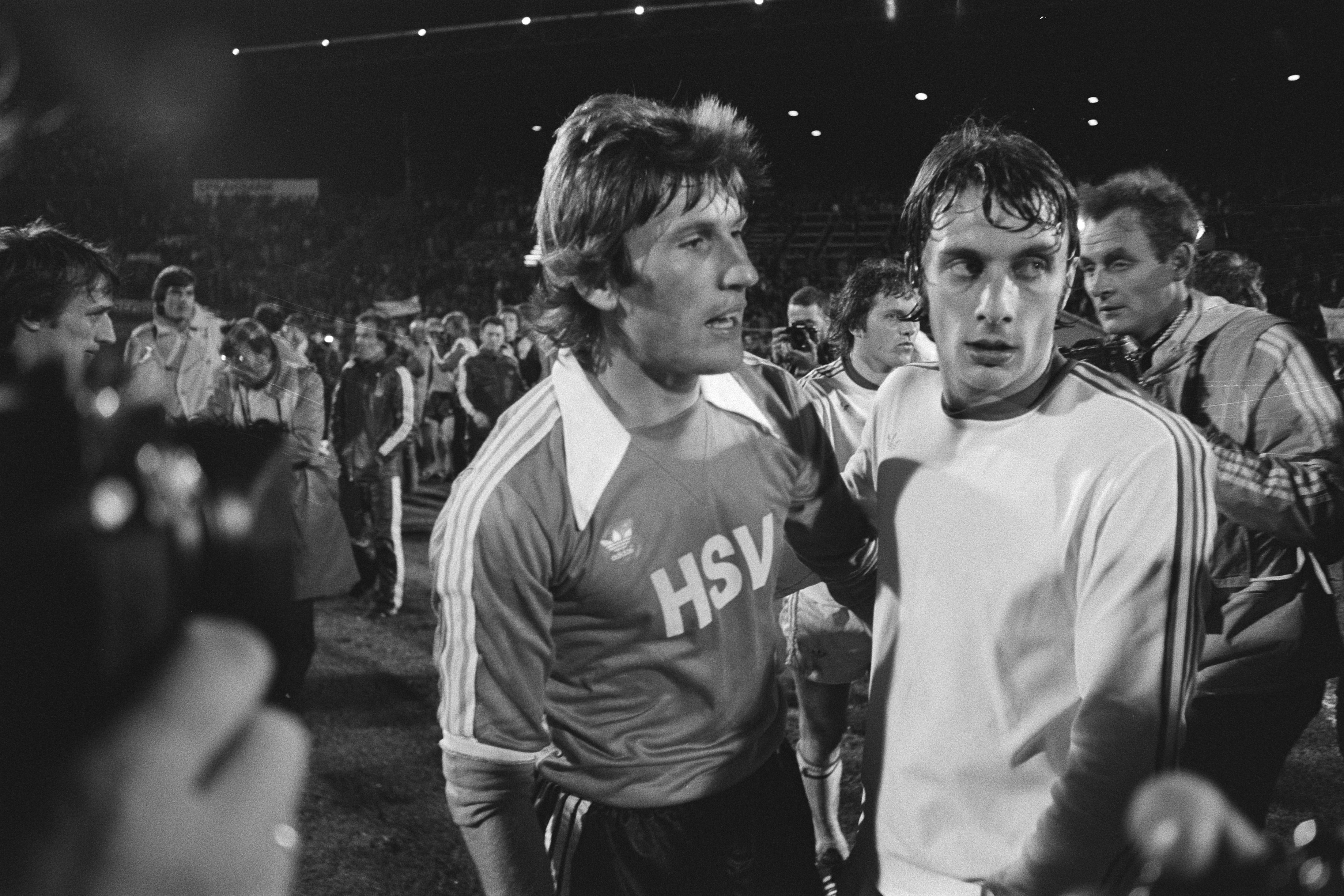
Rechtsachters Manfred Kaltz en Gilbert Van Binst groeten elkaar na de finale.

De finale van de Europacup II van het seizoen 1976/77 werd gehouden op 11 mei 1977 in het Olympisch Stadion in Amsterdam. Het West-Duitse Hamburger SV won met 2–0 van titelverdediger RSC Anderlecht.
Bij HSV speelden elf Duitsers mee, bij Anderlecht stonden er zeven Belgen en vier Nederlanders op het veld. 

## Wedstrijdverslag
Anderlecht begon net als een seizoen eerder met twee aanvallers aan de finale en zonder echte centrumspits. De aanvallende middenvelder Arie Haan kreeg de dubbele taak van spelverdeler op het middenveld en centrumspits. Bij HSV werd gekozen voor een aanvallende formatie, met Ferdinand Keller als centrumspits en Arno Steffenhagen en Georg Volkert als vleugelspitsen. Op het middenveld plaatste trainer Kuno Klötzer met Willi Reimann nog een extra aanvaller, die in balbezit spits Keller ondersteunde en in balverlies terugzakte in steun van middenvelders Felix Magath en Caspar Memering. Daardoor begon HSV met in totaal vier aanvallers aan de finale.
Anderlecht was als titelverdediger favoriet voor het winnen van de finale. Bij HSV woedde immers een interne strijd tussen coach Kuno Klötzer en manager Peter Krohn. Toch waren het de Duitsers die de partij naar hun hand zetten. Anderlecht kon enkel dreigen via Rob Rensenbrink en een schot op de paal van Jean Dockx. Paars-wit dreigde te breken onder de druk van de Duitsers en speelde naarmate de wedstrijd vorderde steeds meer op buitenspel. Na meer dan een uur spelen haalde Ludo Coeck aanvaller Arno Steffenhagen neer in het strafschopgebied. De Engelse scheidsrechter legde de bal op de stip en Georg Volkert zorgde voor 1–0. Trainer Raymond Goethals reageerde door er met Ronny van Poucke een extra aanvaller in te brengen. Rensenbrink trapte nadien nog op de lat. In de slotminuten bereikte Volkert ploeggenoot Felix Magath, die de 2–0 tegen de netten prikte.
|                           |                               |       |                |                                                                                                |
| 11 mei 1977 20:15 (UTC+2) | Hamburger SV                  | 2 – 0 | RSC Anderlecht | Olympisch Stadion, Amsterdam Toeschouwers: 65.000 Scheidsrechter: Patrick Partridge (Engeland) |
| 11 mei 1977 20:15 (UTC+2) | Volkert 78' (pen.) Magath 88' |       |                | Olympisch Stadion, Amsterdam Toeschouwers: 65.000 Scheidsrechter: Patrick Partridge (Engeland) |

| HSV | Anderlecht |

| Hamburger SV: |    |                   |            |
|               |    |                   |            |
| GK            | 1  | Rudi Kargus       |            |
| RB            | 2  | Manfred Kaltz     |            |
| CB            | 3  | Peter Nogly       | Kreeg geel |
| CB            | 6  | Hans-Jürgen Ripp  |            |
| LB            | 5  | Peter Hidien      |            |
| RM            | 9  | Willi Reimann     |            |
| CM            | 10 | Felix Magath      |            |
| LM            | 4  | Caspar Memering   |            |
| RW            | 7  | Arno Steffenhagen |            |
| CF            | 8  | Ferdinand Keller  |            |
| LW            | 11 | Georg Volkert     |            |
| Coach:        |    |                   |            |
| Kuno Klötzer  |    |                   |            |

| RSC Anderlecht:  |    |                       |            |
|                  |    |                       |            |
| GK               | 1  | Jan Ruiter            |            |
| RB               | 2  | Gilbert Van Binst     |            |
| CB               | 4  | Erwin Vandendaele     | Kreeg geel |
| CB               | 3  | Hugo Broos            |            |
| LB               | 5  | Jean Thissen          |            |
| RM               | 7  | François Van der Elst |            |
| CM               | 10 | Ludo Coeck            |            |
| AM               | 8  | Arie Haan             |            |
| LM               | 6  | Jean Dockx            | 81'        |
| RF               | 9  | Peter Ressel          |            |
| LF               | 11 | Rob Rensenbrink       |            |
| Invallers:       |    |                       |            |
| FW               | 15 | Ronny van Poucke      | 81'        |
| Coach:           |    |                       |            |
| Raymond Goethals |    |                       |            |

1960/61 · 1961/62 · 1962/63 · 1963/64 · 1964/65 · 1965/66 · 1966/67 · 1967/68 · 1968/69 · 1969/70 · 1970/71 · 1971/72 · 1972/73 · 1973/74 · 1974/75 · 1975/76 · 1976/77 · 1977/78 · 1978/79 · 1979/80 · 1980/81 · 1981/82 · 1982/83 · 1983/84 · 1984/85 · 1985/86 · 1986/87 · 1987/88 · 1988/89 · 1989/90 · 1990/91 · 1991/92 · 1992/93 · 1993/94 · 1994/95 · 1995/96 · 1996/97 · 1997/98 · 1998/99